# Die Dame mit dem Samthalsband
Die Dame mit dem Samthalsband ist eine romantische Novelle aus der Sammlung fantastischer Erzählungen Tausend und ein Gespenst von Alexandre Dumas dem Älteren, in der er E. T. A. Hoffmann als Protagonisten auftreten lässt. Der historische Hintergrund der Novelle ist die Französische Revolution in der Phase der Terrorherrschaft. 1849 veröffentlichte Dumas die Reihe fantastischer Erzählungen Les Mille et Un Fantômes in der Zeitung Le Constitutionnel. Vom 22. September bis 27. Oktober 1849 wurde dabei die Novelle La Femme au collier de velours (Die Dame mit dem Samthalsband) abgedruckt.

## Editionsgeschichte

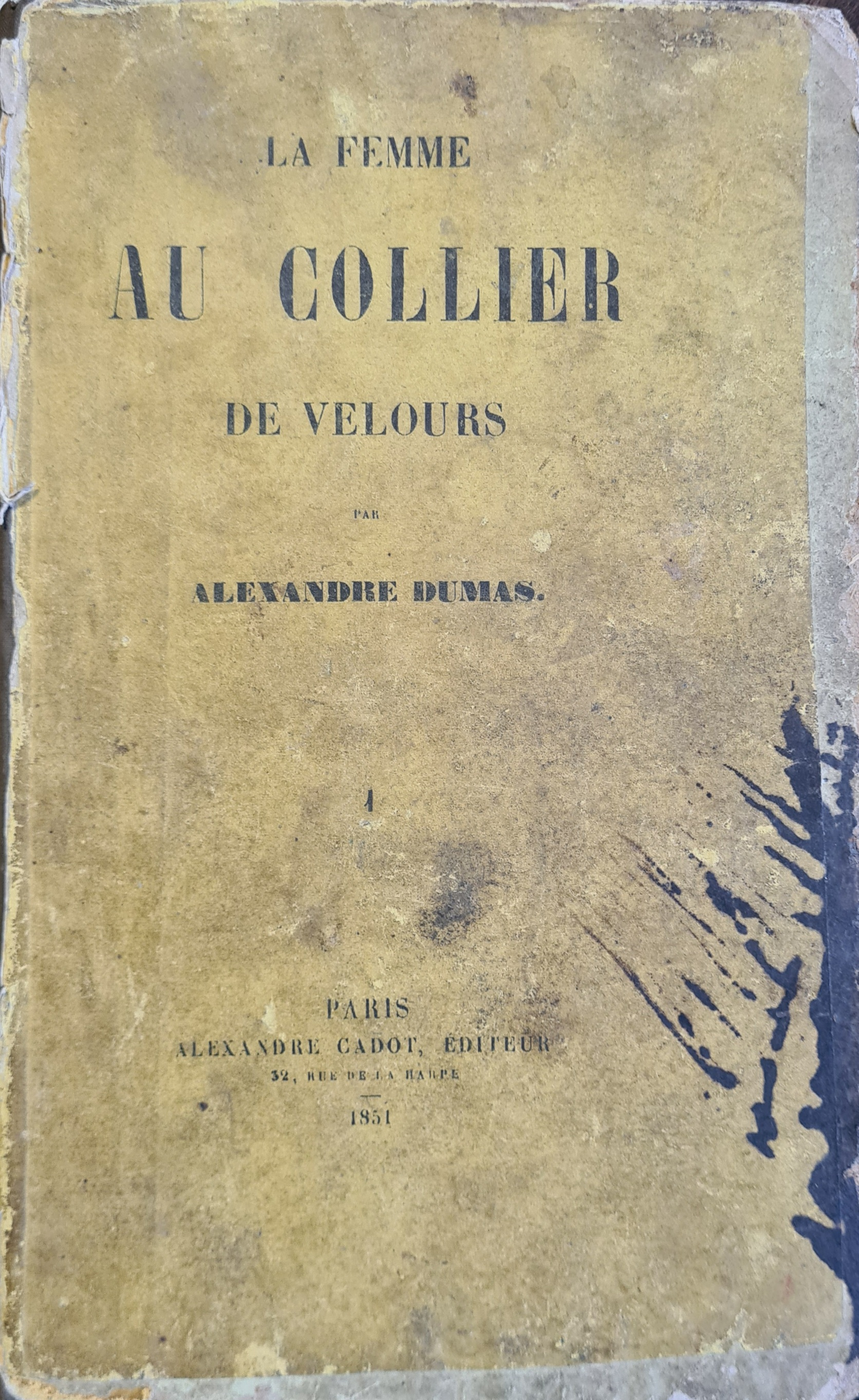
Cover der französischen Erstausgabe von La Femme au collier de velours (mit Angabe 1851) bei Alexandre Cadot

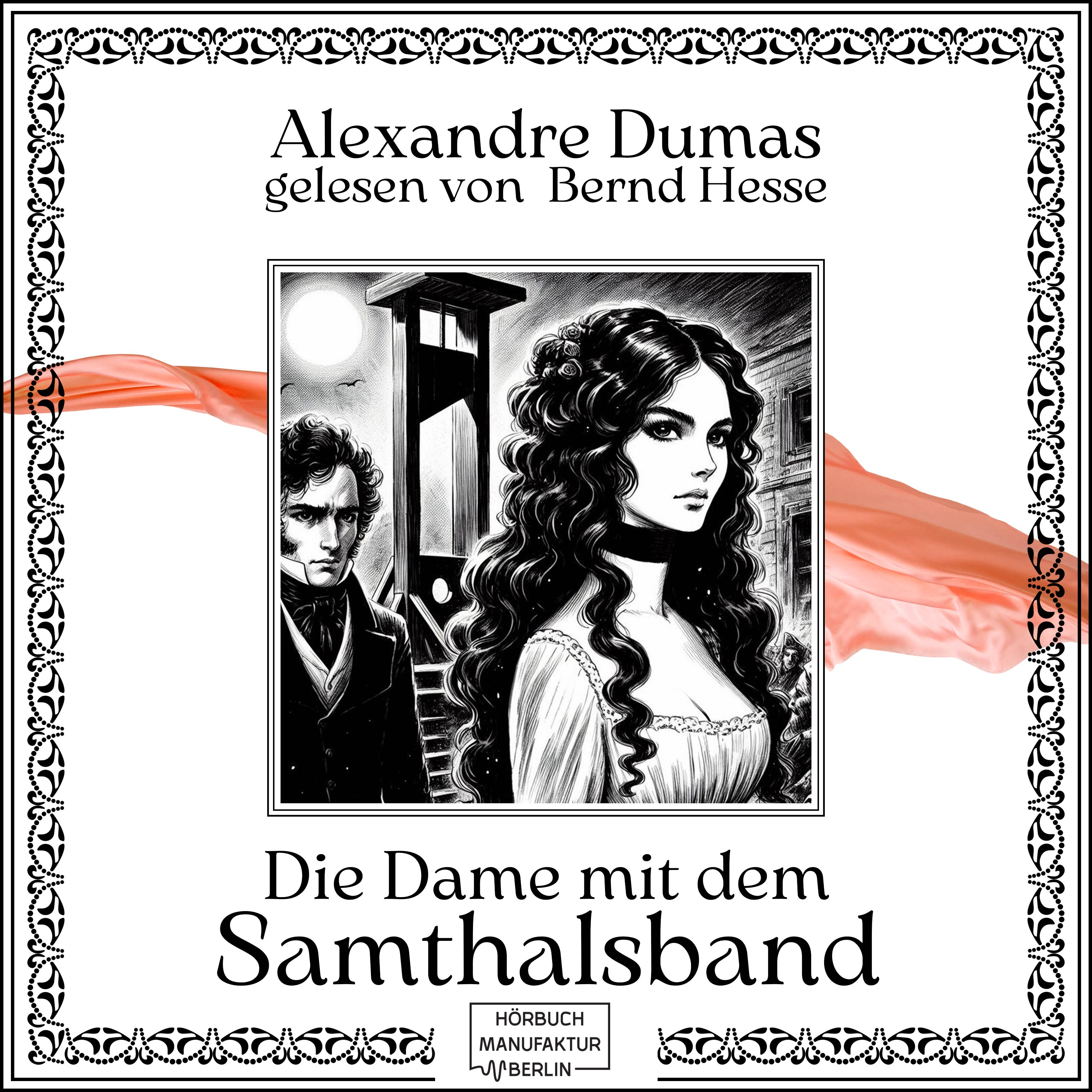
Cover des Hörbuchs Die Dame mit dem Samthalsband, Hörbuchmanufaktur Berlin 2024

Noch im Jahr 1849 brachte Alexandre Cadot die gesamte Erzählreihe Les Mille et Un Fantômes als Buch heraus. 1850 folgte in seinem Verlag die erste Ausgabe der aus der Reihe gelösten Novelle La Femme au collier de velours (mit Angabe 1851). In Frankreich folgten schnell viele Ausgaben der gesamten Reihe wie auch Einzelveröffentlichungen der Novelle.
In Deutschland wurden die Sammlung und die Einzelnovelle wie folgt veröffentlicht:
- Tausend und ein Gespenst. Band 1–5, aus dem Französischen übersetzt von Wilhelm Ludwig Wesché, Christian Ernst Kollmann, Leipzig 1849.
- Tausend und ein Gespenst. Ins Deutsche übertragen von Ludwig Fort, Verlags-Comptoir, Grimma 1849–1850.
- Dumas‘ Werke. Übertragung v. Friedrich Wencker, Band 6 u. 7, Gutenberg-Verlag, Berlin 1926.
- Die Dame mit dem Samthalsband. Eulenspiegel Verlag, Berlin 1990.
- Tausend und ein Gespenst. Reiher Verlag, Berlin 1991 (ohne Die Dame mit dem Samthalsband).
- Tausend und ein Geist. tolino media, München 2023 (ohne Die Dame mit dem Samthalsband).

Hörbücher
- Die Dame mit dem Samthalsband. Sprecherin Kerstin Hoffmann, Deutsches Zentrum für barrierefreies Lesen, 2014.[2]
- Die Dame mit dem Samthalsband. Sprecher Bernd Hesse, Hörbuchmanufaktur Berlin, Berlin 2024.

## Entstehungsgeschichte
Die Idee zu der Novelle, so Dumas in der fiktionalen Erzählsammlung selbst, soll ihm Charles Nodier (1780–1844) am Sterbebett mitgeteilt haben. Mit hoher Wahrscheinlichkeit handelt es sich dabei um eine Fiktion. Zwar hatte Nodier 1830 E. T. A. Hoffmann, Ludwig Tieck und andere deutsche Romantiker  in seinem Aufsatz Du fantastique en littérature lobend hervorgehoben, jedoch schon im Vorwort zu Smarra in der Werkausgabe 1832 bestritten, von den deutschen Schriftstellern beeinflusst worden zu sein. Es spricht viel für die These von Anne-Marie Callet-Bianco, wonach die Nennung des Namens seines Freundes Nodier prestigeträchtiger war, als Washington Irving oder Pétrus Borel als Quellen anzugeben. Dumas hat ein außerordentlich umfangreiches Werk geschaffen. Um dies zu realisieren, nahm er die damals durchaus übliche Hilfe anderer Schriftsteller in Anspruch. Zu Die Dame mit dem Samthalsband ist bekannt, dass Paul Lacroix (1806–1884) für Dumas eine vorbereitende Version fertigte, in der Hoffmann bereits als Protagonist genannt ist.

## E. T. A. Hoffmann als Protagonist
Dumas setzt seinem Schriftstellerkollegen mit dieser Novelle ein Denkmal. Obwohl Hoffmann der Protagonist in Dumas‘ Novelle ist, fand sie in der Rezeptionsgeschichte zu Hoffmann in Frankreich bis zu der Tagung der E. T. A. Hoffmann-Gesellschaft im November 2024 keine Erwähnung. Soweit Dumas in Bezug auf Hoffmann genannt wurde, geschah dies wegen seiner Bearbeitung von Nussknacker und Mausekönig, welche die Grundlage für das Libretto Pjotr Iljitsch Tschaikowskis Ballett Der Nussknacker von 1892 bildete. Mit ihrem Vortrag zur Jahrestagung der Hoffmann-Gesellschaft Die Dame mit dem Samthalsband ein Fantasiestück von Alexandre Dumas d. Ä. über E.T.A. Hoffmann, erweiterten Jörg Petzel, Sophie Scheiper und Bernd Hesse die Rezeptionsgeschichte zu Hoffmanns Werk in Frankreich.
Dumas bezieht sich zunächst auf die tatsächliche Biografie Hoffmanns: er wurde in Königsberg geboren, die Eltern ließen sich scheiden, er wurde von seinem Onkel erzogen und er war mit dem Schriftsteller Zacharias Werner bekannt, der eine Nebenfigur der Novelle ist. Neben den biografischen Fakten verdeutlicht Dumas schnell, dass es ein fiktionaler Text ist, indem er den Beginn der Handlung nach Mannheim legt, wo Hoffmann nie war und der Haupthandlungsort Paris ist, den Hoffmann ebenfalls nie besucht hatte. Die Hinweise auf Hoffmanns Werke sind mehr oder weniger deutlich. Gleich am Beginn schaut Hoffmann auf eine Jesuiterkirche, was ein Hinweis auf die Erzählung Die Jesuiterkirche in G. ist. Der Vater des Mädchens, in das Hoffmann sich verliebt, ist ein Herr Murr, was auf Hoffmanns Roman Lebens-Ansichten des Katers Murr nebst fragmentarischer Biographie des Kapellmeisters Johannes Kreisler in zufälligen Makulaturblättern hindeutet. Dieser Musiker und Kapellmeister trägt Züge des Kapellmeisters Kreisler und des Rates Krespel aus der Erzählung Rat Krespel. In einer Binnenerzählung der Novelle schildert Dumas in Anlehnung an das Geschehen aus Rat Krespel, die Angst des Vaters, dass seine Tochter Antonia vor Anstrengung beim Gesang stirbt, so wie es seiner Frau beim Gesang einer Arie von Christoph Willibald Gluck geschehen ist. Hier klingt zugleich Hoffmanns Erzählung Ritter Gluck an.

## Inhalt
E.T.A. Hoffmann schaut in Mannheim verträumt aus seinem Zimmer auf den Jesuiter-Kirchplatz; es wird die Geschichte seiner Geburt 1776 in Königsberg und die seiner Familie erzählt. Sein Freund Zacharias Werner besucht ihn und sie werden sich darüber einig, Paris sehen zu müssen. Ihnen fehlt nur eine Kleinigkeit: das nötige Geld für die Reisekasse. Beide Freunde erhalten zufällig von zu Hause je 5 Friedrichs d'or. Sie gehen damit in eine Spielbank, Werner verliert sein ganzes Geld, Hoffmann gewinnt „eine ungezählte Masse Goldes“. Ein alter Offizier warnt: „…wenn Sie es so fort treiben, werden Sie freilich bald genug die Bank sprengen, aber der Teufel holt Sie deswegen nur um so gewisser.“ Am kommenden Tag sieht Hoffmann eine wunderschöne Frau aus der Kirche kommen. Zacharias Werner kennt Antonia und schreibt an deren Vater, Musikdirektor Murr, einen Empfehlungsbrief für Hoffmann. Werner reist alleine nach Paris. Hoffmann kann Meister Murr von seiner musikalischen Begabung überzeugen. Sie musizieren zusammen und Antonia singt. Hoffmann und Antonia verlieben sich ineinander. Hoffmanns Sehnsucht nach seinem Freund und Paris wird immer größer und Antonia wünscht, dass er reist. Vor seiner Reise schwört er ihr in der Jesuiterkirche bei ihrem Leben, dass er ihr treu bleiben und dem Glücksspiel entsagen werde.
Hoffmann reist nach Paris. In Frankreich begegnen ihm überall Misstrauen, Bürokratie und der Verdacht, ein Feind der Revolution zu sein. In Paris bezieht er ein einfach eingerichtetes Hotelzimmer. Bei einem ersten Spaziergang in Paris erfährt er, dass Bibliotheken und Museen geschlossen oder zu Gefängnissen umfunktioniert wurden. Er erkennt, dass sein Hotel direkt am Revolutionsplatz steht, wo die Verurteilten vor den schaulustigen Massen guillotiniert werden. Entsetzt läuft Hoffmann durch die Straßen. Er sieht, wie Madame Dubarry um ihr Leben flehend auf einem Karren zum Schafott geführt wird. Ablenkung von dem erlebten Grauen suchend, geht Hoffmann in die Oper. Neben ihm sitzt ein seltsamer Herr, der sich als Arzt vorstellt und eine mit Brillanten besetzte Schnupftabakdose in den Händen hält, auf der ein Totenschädel abgebildet ist. In dem Stück tritt die wunderschöne Tänzerin Arsena auf, die auf Hoffmann eine magische Anziehung ausübt. Durch die Wahrnehmung mit dem wundersamen Opernglas des Arztes werden nicht nur alle Sinne Hoffmanns durch den Anblick Arsenas bis zu einem nie gekannten Grade gereizt, sondern er erkennt auch das Schloss an Antonias Samthalsband als Guillotine. Von dem Arzt erfährt Hoffmann, dass Arsenas Liebhaber der Revolutionsführer Danton ist. Hoffmann ist vom Liebeszauber so berauscht, dass er fürchtet, wahnsinnig zu werden und stürzt aus dem Opernhaus.
Nach dem Opernbesuch trifft Hoffmann seinen Freund Werner, der ihn zum Glücksspiel verleiten will, was Hoffmann jedoch ablehnt. Hoffmann geht zurück zum Opernhaus und beobachtet, wie Arsena in eine Kutsche steigt, in der bereits ein Mann sitzt. Hoffmann versucht, Arsena in der Oper wiederzusehen und erfährt, dass eine Vorstellung, wie die von ihm erlebte, nicht stattgefunden habe. Im Opernhaus ist nun alles grau, die Menschen ernst; Arsena tritt nicht auf. Im Kaffeehaus erfährt er von dem merkwürdigen Arzt, dass dieser einen Maler für Arsena sucht. Hoffmann versucht, Arsena zu malen. Er ist von ihren Reizen so gefesselt, dass er ihr in rasender Leidenschaft auf die Schulter küsst. Danton kommt nach Hause und der Maler muss fliehen. Um Arsena den Wohlstand bieten zu können, den sie bei Danton genießt, geht Hoffmann doch wieder in die Spielbank. Bei einem deutschen Geldwechsler, der auch in Mannheim studiert hatte, tauscht er Antonias Medaillon ein. Hoffmann gewinnt am Spieltisch und begibt sich zu Arsenas Haus. Vom Portier erfährt er, dass Robespierre Danton verhaften ließ und Arsena geflohen ist. Hoffmann irrt durch die Stadt, ist plötzlich am Revolutionsplatz und findet eine merkwürdig veränderte Arsena am Fuße der Guillotine. Belebt durch den Anblick des Goldes, der Wärme am Kamin und den Champagner, tanzen und musizieren sie, „bis beide in sinnlosem Taumel auf das Bett niederstürzen“. Am nächsten Morgen liegt Arsena tot im Bett. Der seltsame Doktor untersucht sie und als er das Halsband öffnet, fällt ihr Kopf zu Boden und rollt Hoffmann vor die Füße; nach Ansicht des Doktors kein Wunder, da Arsena am Vortag um 16.00 Uhr geköpft worden sei. Hoffmann fürchtet wieder, dem Wahnsinn zu verfallen. Der entsetzte Hoffmann möchte beim Geldwechsler das Medaillon auslösen. Antonias Bild darin ist entschwunden. Vom Geldwechsler erfährt er von einem Brief des Meisters Murr, der den Tod Antonias mitteilt; sie ist an dem Tag und zu der Stunde gestorben, als Hoffmann Arsenas Schulter geküsst hatte. Hoffmann und Werner kehren nach Mannheim zurück. Dort kommen sie gerade zur Beerdigung des nach seiner Tochter verstorbenen Meisters Murr an. Murr hat gewünscht, an der Seite seiner geliebten Tochter begraben zu werden.

## Interpretation/Rezeption
Der Titel der gesamten Erzählreihe Tausend und ein Gespenst ist an den Titel der erfolgreichen Märchensammlung Tausendundeine Nacht angelehnt. Sie sind der Epoche der Romantik zuzuordnen. Die fantastischen Erzählungen sind in Gesprächen von Bekannten eingebettet und weisen damit Ähnlichkeiten mit Hoffmanns Sammlung Fantasiestücke in Callot's Manier auf. Die Dame mit dem Samthalsband ist dabei das letzte und umfassendste Stück und wirkt wie ein krönender Abschluss.

Die Szene im Theater, als Hoffmann neben dem merkwürdigen Arzt sitzt, erkennt Oehme als Reminiszenz Dumas’:
Wir wissen, daß er, wie Hoffmann neben dem Doktor, einst in der Oper neben einem Unbekannten saß. Man gab den seinerzeit höchst populären „Vampir“, den der Fremde heftig kritisierte und schließlich ausbuhte. Der war aber kein anderer als – Charles Nodier, und das Libretto dieser Blutsaugeroper hatte er selbst verfaßt. Dumas war von ihrer ersten Begegnung so beeindruckt, daß er sie nun, viele Jahre später, mit düsteren Farben karikierte.
Frenetische Romantik
Die Novelle weist Stilmittel Hoffmanns auf. Der Darstellung einer vermeintlichen Realität folgen deutliche Zeichen der Fiktion, die kaum merklich ins Fantastische gleiten.
Hoffmann wird in der Novelle vom Tod verfolgt. Bereits bei seiner Geburt war er so schwach und gebrechlich, dass jedermann glaubte, „es sei nötiger, einen Sarg als eine Wiege für ihn zu besorgen.“ Meister Gottlieb Murr hat in Anbetracht des Todes seiner Frau nun auch Angst um das Leben seiner Tochter Antonia, bei deren Leben Hoffmann schwört, ihr treu zu bleiben. Eine drastische Steigerung erfährt dieses Motiv durch die Grausamkeit der Hinrichtungen auf dem Revolutionsplatz in Paris. Durch die körperliche Vereinigung mit der toten Arsena, deren Kopf nur noch durch ein Samthalsband gehalten wird, steigert die subtile Ironisierung bis ins Absurde. Letztlich hat der Protagonist durch den Bruch des Schwurs den Tod Antonias und mit ihr, den ihres Vaters zu verantworten, mit dessen Beerdigung die Novelle endet.
Das Motiv des vom Körper getrennten Kopfes begegnet in der Sammlung schon vor der Novelle gleich mehrfach. Bereits in der ersten Erzählung von Tausend und ein Gespenst beschreibt Alexandre Dumas, wie er Zeuge einer grausigen Tat geworden sei. Ein Ehemann hatte seiner angeblich untreuen Frau den Kopf mit einem Schwert abgeschlagen. Der Mörder wird vom abgetrennten Kopf gebissen, ein Daumen verstümmelt und der Kopf der Frau spricht anschließend, dass sie unschuldig sei. In dem weiteren Fantasiestück Albert schildert einer der Erzähler der Rahmenhandlung, wie er Köpfe der Enthaupteten untersucht, bis der seiner Geliebten dabei ist, der die Augen öffnete und dem Tränen entrinnen.
Das immer wiederkehrende Motiv der Guillotine ist sowohl ein Bild des Todes wie auch das konkrete Instrument zur Hinrichtung. Hoffmann erkennt mit dem wundersamen Opernglas des Arztes das Schloss des Samthalsbandes als Guillotine und ist entsetzt. Der Arzt entgegnet gelassen: „Ja freilich. Man macht sie ganz allerliebst, und unsere Damen tragen wenigstens eine jedenfalls. Die Arsena trägt, hat ihr Danton geschenkt.“ Hoffmann bleibt entsetzt. „Aber eine Guillotine am Halse einer Tänzerin“. Es wird vorweggenommen, was später geschieht: Danton hat seiner Geliebten mit der Guillotine den Tod geschenkt.
Durch diese Motive weist das Werk auch die wesentlichen Merkmalen der Frenetischen Romantik auf.
Künstlertum
Hoffmanns Auseinandersetzung mit dem Künstlertum in Musik, Malerei und Dichtung durchzieht sein gesamtes Werk. Von seiner Erzählung Ritter Gluck, über seine musiktheoretischen Schriften bis hin zum letzten Werk Der Feind, welches durch den frühen Tod unvollendet blieb. Die Figur Hoffmann in der Novelle entspricht den so oft auch unglücklichen, gescheiterten und zweifelnden Künstlernaturen in Hoffmanns Werken. Neben Hoffmann begegnen in der Novelle in Mannheim Zacharias Werner, Meister Murr und Antonia als Künstler. In Paris, wo Hoffmann unter der Kulturbarbarei leidet, ist die Tänzerin Arsena die Verkörperung der Kunst, die das Hotelzimmer in ihrer letzten Nacht zum Theater erhebt. Beim ersten Besuch von Meister Murr entwickelt sich ein Dialog über Kunst. Beide sind sich einig, ein Werk erst recht begreifen zu können, wenn man auch den Künstler kennt. In diesem Zusammenhang lässt Dumas einen Herzenswunsch des realen Hoffmann wahr werden, der seinen dritten Vornamen Wilhelm in Amadeus aus Verehrung für Wolfgang Amadeus Mozart geändert hatte. Er lässt ihn sagen, er habe Mozarts Kompositionen erst recht verstehen gelernt, nachdem er ihn gesehen hatte. Tatsächlich sind sich Hoffmann und Mozart aber nie begegnet.
Optische Instrumente
Das Motiv der optischen Instrumente, nimmt Dumas mit dem wundersamen Opernglas des Arztes ebenfalls auf. In Hoffmanns Erzählung Der Sandmann sieht Nathanael zunächst durch ein Perspektiv Coppolas und glaubt so ein wunderschönes Mädchen statt einen Automaten zu erkennen, in den er sich verliebt. In Meister Floh zieht sich das Motiv des Mikroskops und der optischen Instrumente vom Mikroskopbauer Antoni van Leeuwenhoek, über ein Teleskop-Duell der Magier bis zum Gedankenmikroskop durch die gesamte Erzählung.
Figurenkonstellation und Ortswahl
Callet-Bianco weist auf die Besonderheiten der Figurenkonstellation und der Ortswahl hin. Das Interesse des Helden liegt am Anfang in der Vollendung des Liebeswunsches, verbunden mit Vollendung des Künstlertums. Das Idyll Mannheim wechselt durch die Reise in den Dschungel Paris. Die keusche Beziehung zu Antonia weicht der Obsession für Arsena. Hoffmann lernt Arsena auf der Bühne kennen, was etwas mythologisches hat. Antonia hingegen hat sich die Treue in der Kirche schwören lassen. Meister Murr ist homogene Persönlichkeit, ein liebevoller Vater Antonias, ein skurriler und brillanter Musiker, der Hoffmann als Sohn in die Familie aufnimmt und der Beziehung zwischen Antonia und Hoffmann sein Einverständnis gibt. Der Tod der Tochter ist auch sein Untergang. Die Figur des namenlosen Arztes ist widersprüchlich. Als Arzt und Mann der Wissenschaft steht er für das Prinzip der Aufklärung, als Inhaber des magischen Opernglases und der Schnupftabakdose steht er aber auch für das romantische Prinzip des Unerklärlichen und Rätselhaften. Callet-Bianco bezeichnet auch ihn als eine Schöpfung im Sinne Hoffmanns. Er ist sowohl wissender Meister wie auch Informant und Versucher, letztlich sogar Retter Hoffmanns vor der aufgebrachten Menge. Durch sein Erscheinen und Verschwinden wird er zum Fährmann zwischen Realität und Traum.